# Vivienne Acheampong
Vivienne Acheampong (Londres, 30 de noviembre de 1984) es una actriz y comediante británica de ascendencia ghanesa conocida por interpretar el personaje de Lucien en la producción televisiva de 2022 The Sandman.

## Biografía
Vivienne Acheampong nació en Lewisham, un barrio del sureste de Londres (Inglaterra) a unos 9,5 km al sur de Charing Cross. Durante su infancia y juventud asistió a la BRIT School. En 2013 fue semifinalista en los premios Funny Women Awards. Llevó su espectáculo de comedia de una mujer al Camden Fringe y al Festival RADAR, así como al Festival Fringe de Edimburgo.
En 2018 apareció en tres temporadas de la serie de sketch Famalam de la BBC Comedy. También en 2018, prestó su voz para el videojuego World of Warcraft: Battle for Azeroth. En 2020, se la pudo ver en la adaptación cinematográfica de la novela de Roald Dahl The Witches, dirigida por Robert Zemeckis y protagonizada por Anne Hathaway. También apareció en la serie de televisión británica The One, y en un par de series de comedia de sketches más del Reino Unido tales comoː The Emily Atack Show con Emily Atack, y Ellie & Natasia con la actriz y comediantes Ellie White y Natasia Demetriou.
Para su papel en la producción televisiva de The Sandman recibió el consejo de Neil Gaiman, el autor de la novela gráfica The Sandman, el cual le aconsejó que aunque el personaje de Lucienne era un personaje masculino llamado Lucien en el texto original, debía confiar en sí misma y que ella había sido elegida para interpretar el papel por una razón. Acheampong no estaba familiarizada con la historia o la serie de cómics original antes de ser elegida para el papel. El coprotagonista de The Sandman, Tom Sturridge, y la propia Acheampong participaron como invitados en The Pilot TV Podcast de la revista Empire para hablar sobre la producción.

## Filmografía
| Año           | Título                                | Papel           | Notas                           |
| ------------- | ------------------------------------- | --------------- | ------------------------------- |
| 2016          | Doctors                               | Hattie Parsons  | Episodio «Menage a Quatre»      |
| 2016          | The Aliens                            | Profesora       | Episodio 1x01                   |
| 2016          | We the Jury                           | Wolf            | Episodio piloto                 |
| 2017          | Holby City                            | Grace Imari     | Episodio «Hiding Places»        |
| 2018          | World of Warcraft: Battle for Azeroth | Voz             | Videojuego                      |
| 2019          | Turn Up Charlie                       | Dawn            | Episodio 1x01                   |
| 2018-2020     | Famalam                               | Varios          | Serie de comedia de sketch      |
| 2020          | Death In Paradise                     | Sandrine Lamore | Episodio «A Murder in Portrait» |
| 2020          | The Other One                         | Saff            | Episodio 1x03                   |
| 2020          | The Witches                           | Madre de Alicie | Película                        |
| 2020          | The Emily Atack Show                  |                 | Serie de comedia de sketch      |
| 2021          | The One                               | Grace           | 2 episodios                     |
| 2021          | Ellie and Natasia                     | Viv / Anne      | Serie de comedia de sketch      |
| 2022-presente | The Sandman                           | Lucienne        | Papel principal                 |

## Teatro
| Título                                            | Papel                        | Director/a          | Teatro                                    |
| ------------------------------------------------- | ---------------------------- | ------------------- | ----------------------------------------- |
| Is God Is                                         | Angie                        | Ola Ince            | Royal Court                               |
| Nassim                                            | Varios                       | Omar Elerian        | Bush Theatre                              |
| City Of Glass                                     | Virginia                     | Leo Warner          | Lyric Hammersmith / HOME Manchester       |
| Monster Raving Loony                              | Champagne Charlie            | Simon Stokes        | Soho Theatre                              |
| Rainbow Class                                     | Sola en el escenario         | Vivienne Acheampong | Assembly Hall / Edinburgh Fringe Festival |
| Elegies For Angels, Punks & Raging Queens         | Nonkosi                      | Stephen Whitson     | Criterion Theatre                         |
| The Curious Incident Of The Dog In The Night-Time | N.º 40, Punk Girl & Ensemble | Marianne Elliott    | Gielgud Theatre                           |
| Julius Caesar                                     | Trebonius                    | Phyllida Lloyd      | Donmar Warehouse / St. Ann's Warehouse    |
| Fuenteː                                           |                              |                     |                                           |